# International Swimming League
De International Swimming League (ISL) is een zwemcompetitie in teamverband, gevestigd in 2017 door de Oekraïense miljardair Konstantin Grigorishin. Het doel van de competitie is om het zwemmen aantrekkelijker te maken voor het publiek. Zes weekenden op rij zwemmen 10 teams tegen elkaar voor de winst.

## Beginjaren
In de eerste instantie verbood de FINA (Wereldzwembond) andere zwembonden om samen te werken met de ISL. Individuele atleten riskeerden jarenlange schorsingen. Desondanks deden er in het eerste seizoen meer dan 100 olympiërs mee, waaronder 41 atleten die een gouden medaille haalden op de olympische spelen in Rio de Janeiro. Waaronder Sarah Sjöström, Katie Ledecky, Chad le Clos en Caeleb Dressel.

## Teams
De teams die vanaf het eerste jaar uitkomen in de ISL zijn de NY Breakers, LA Current, Cali Condors, DC Trident, Energy Standard, Iron, London Roar en Aqua Centurions. In 2020 kwamen daar de Toronto Titans en de Tokyo Frog Kings bij.

## Uitslagen
| Type         | Stad              | Datum          | 1e plaats               | 2e plaats            | 3e plaats            | 4e plaats               |
| ------------ | ----------------- | -------------- | ----------------------- | -------------------- | -------------------- | ----------------------- |
| kwalificatie | Indianapolis      | 5-6 oktober    | Energy Standard (539)   | Cali Condors (457)   | DC Trident (330.5)   | Aqua Centurions (300.5) |
| kwalificatie | Napels            | 12-13 oktober  | Energy Standard (493)   | Cali Condors (490.5) | DC Trident (322)     | Aqua Centurions (321.5) |
| kwalificatie | Lewisville-Dallas | 19-20 oktober  | London Roar (484.5)     | LA Current (457)     | Iron (402)           | NY Breakers (278.5)     |
| kwalificatie | Boedapest         | 26-27 oktober  | London Roar (505.5)     | Iron (425)           | LA Current (405)     | NY Breakers (292.5)     |
| kwalificatie | College Park MD   | 16-17 november | LA Current (495)        | Cali Condors (489)   | DC Trident (322.5)   | NY Breakers (315)       |
| kwalificatie | Londen            | 23-24 november | Energy Standard (467.5) | London Roar (458.5)  | Iron (369.5)         | Aqua Centurions (335.5) |
| finale       | Las Vegas         | 20-21 december | Energy Standard (453.5) | London Roar (444)    | Cali Condors (415.5) | LA Current (318)        |

In totaal won Energy Standard de meeste punten (1499.5) gevolgd door London Roar (1448.5) en Cali Condors (1437). London Roar (51) won in totaal de meeste races gevolgd door Cali Dondors (47) en Energy Standard (45).
| Type         | Stad      | Datum          | 1e plaats               | 2e plaats                | 3e plaats                | 4e plaats               |
| ------------ | --------- | -------------- | ----------------------- | ------------------------ | ------------------------ | ----------------------- |
| kwalificatie | Boedapest | 16-17 oktober  | Cali Condors (567)      | Energy Standard (463)    | LA Current (420)         | NY Breakers (266)       |
| kwalificatie | Boedapest | 18-19 oktober  | London Roar (609.5)     | Iron (392.5)             | DC Trident (350)         | Aqua Centurions (344)   |
| kwalificatie | Boedapest | 24-25 oktober  | LA Current (535.5)      | Tokyo Frog Kings (506.5) | Toronto Titans (401)     | Aqua Centurions (260)   |
| kwalificatie | Boedapest | 26-27 oktober  | Cali Condors (610.5)    | Iron (418.5)             | NY Breakers (394)        | DC Trident (287)        |
| kwalificatie | Boedapest | 30-31 oktober  | London Roar (499)       | LA Current (478.5)       | Tokyo Frog Kings (446.5) | DC Trident (287)        |
| kwalificatie | Boedapest | 1-2 november   | Energy Standard (609)   | Toronto Titans (448)     | NY Breakers (354.5)      | Aqua Centurions (290.5) |
| kwalificatie | Boedapest | 5-6 november   | Energy Standard (613)   | Iron (448)               | Toronto Titans (391)     | DC Trident (256)        |
| kwalificatie | Boedapest | 5-6 november   | Cali Condors (507)      | London Roar (491.5)      | Tokyo Frog Kings (419)   | NY Breakers (296.5)     |
| kwalificatie | Boedapest | 9-10 november  | Energy Standard (573.5) | Tokyo Frog Kings (428)   | Iron (415.5)             | Toronto Titans (289)    |
| kwalificatie | Boedapest | 9-10 november  | Cali Condors (558)      | LA Current (495)         | London Roar (398)        | Aqua Centurions (255)   |
| halve finale | Boedapest | 14-15 november | Energy Standard (580)   | London Roar (517.5)      | Tokyo Frog Kings (380.5) | NY Breakers (239)       |
| halve finale | Boedapest | 15-16 november | Cali Condors (605.5)    | LA Current (462)         | Iron (340.5)             | Toronto Titans (303)    |
| finale       | Boedapest | 20-21 november | Cali Condors (561.5)    | Energy Standard (464.2)  | London Roar (391)        | LA Current (298)        |

## Nederlanders
| Team            | Naam                | Periode   | Aantal MVP |
| --------------- | ------------------- | --------- | ---------- |
| Energy Standard | Femke Heemskerk     | 2019-     | -          |
| Iron            | Ranomi Kromowidjojo | 2019-     | 1          |
| Iron            | Kira Toussaint      | 2019-2020 | -          |
| Iron            | Kim Busch           | 2019-2020 | -          |
| Energy Standard | Tamara van Vliet    | 2020-     | -          |
| Iron            | Thom de Boer        | 2020-     | -          |
| Iron            | Valerie van Roon    | 2020-     | -          |
| London Roar     | Kira Toussaint*     | 2020-     | -          |

*Kira Toussaint heeft zowel gezwommen voor Iron als voor London Roar.